# Горийский 202-й пехотный полк
202-й пехотный Горийский полк — пехотная воинская часть Русской императорской армии.
Полковой праздник — 9 мая, Перенесение мощей св. Николая Чудотворца.
Старшинство: 12 июля 1887 года.

## Формирование полка
В 1887 г., при введении на Кавказе всеобщей воинской повинности, из кавказских туземцев было сформировано на казачьем положении четыре стрелковые и четыре резервные дружины; в числе последних 12 июля 1887 г. была сформирована пятиротная 1-я Кавказская резервная туземная дружина (в военное время она должна была развёртываться в четырёхбатальонный полк).
В 1889 году, при переформировании кавказских резервных и местных войск, из 1-й Кавказской туземной резервной дружины 20 сентября 1889 г. был сформирован Горийский резервный пехотный полк туземного контингента, полк этот был зачислен по армии. 26 мая 1899 года полку был присвоен № 259-й. 30 декабря 1908 года 259-й пехотный резервный Горийский полк, Керченский крепостной пехотный батальон и 9-я и 10-я роты Либавского крепостного пехотного полка соединены в один полк, названный 259-м пехотным Горийским полком. В 1910 году полк переименован в 202-й пехотный Горийский полк.

## Боевые действия
Полк провел ряд больших и малых боев.
9 июля 1915 года в ходе Люблин-Холмского сражения 1915 года 1-й и 3-й батальоны полка, наступая от деревни Туровец на Майдан-Хута, штыковой атакой выбили противника из деревни и захватили лёгкую и гаубичную батареи (всего 6 орудий), потеряв при этом 100 человек убитыми и 567 ранеными. Потери германцев были более тяжелыми – более 1 тыс. человек убитыми, ранеными и пленными. Как отмечали очевидцы, более 500 немецких трупов осталось на месте боя. Трофеи горийцев – 6 орудий, 3 пулемета и около 200 пленных из состава преимущественно 35-й резервной дивизии (хотя были пленные и из состава 4-й пехотной и 25-й резервной дивизий) Бескидского корпуса.

## Командиры полка
- 15.10.1890 — 04.03.1896 — полковник князь Эристов, Константин Бидзинович
- 08.04.1896 — 28.12.1896 — полковник Комаровский, Никанор Ильич
- 07.01.1897 — 31.10.1899 — полковник Мадчавариани, Михаил Мирабович
- 15.05.1904 — 03.10.1907 — полковник Мудрый, Матвей Михаилович
- 03.10.1907 — 07.07.1909 — полковник Джаяни, Илья Фомич
- 31.03.1912 — погиб 22.09.1914 — полковник Власенко, Анатолий Васильевич  ( Основание Описание боевых действий частей 51-й пехотной дивизии со 2 по 24 сентября 1914 года стр.4  сайт "Память героев Великой войны" https://gwar.mil.ru/documents/view/   )
- ?—22.09.1914 —  командир батальона 202 полка полковник Пепин, Андрей Михайлович  (Основание там же)
- 19.10.1914 — 13.04.1915 — полковник (с 18.03.1915 генерал-майор) Рычков, Вениамин Вениаминович
- 20.05.1915 — 23.11.1915 — полковник Хенриксон, Николай Владимирович
- 17.12.1915 — 13.01.1917 — полковник Плющевский-Плющик, Юрий Николаевич
- 13.01.1917 — 22.07.1917 — полковник Лесевицкий, Николай Петрович
- 19.08.1917 — хх.хх.хххх — полковник Михайлов, Михаил Константинович

## Известные люди, служившие в полку
- Каргалетели, Василий Дмитриевич — генерал-майор
- Левандовский, Михаил Карлович — командарм 2-го ранга, репрессирован в 1938 году
- князь Макаев, Авель Гаврилович — генерал-майор
- Яхонтов, Виктор Александрович — генерал-майор, командующий украинской Галицкой армией